# ريم سين الثاني
ريم سين الثاني هو حاكم من لارسا في بلاد بابل ثار ضد حكم بابل على لارسا في زمن سمسو إيلونا وألتي قام البابليون بالسيطرة عليها في عصر حمورابي. إلا أن ثورته فشلت وتمكن البابليون مرة أخرى من السيطرة على مدينة لارسا.